# Бурчеи
Бурчеи (итал. Burcei) — коммуна в Италии, располагается в регионе Сардиния, подчиняется административному центру Кальяри.
Население составляет 2978 человек, плотность населения составляет 31,36 чел./км². Занимает площадь 94,97 км². Почтовый индекс — 9040. Телефонный код — 070.
Покровительницей коммуны почитается Пресвятая Богородица (Nostra Signora di Monserrat), празднование 8 сентября.